# 轶事
轶事（英語：anecdote），也称作逸事、軼聞，指的是大多数人可能并不知道的趣事，或者未经出版发行的一些奇异事情。
轶事一般可以是基于一件真实的事情，涉及的人物无论是否有名也可能是真实存在的。然而，随着时间的推移，轶事经过互相传播逐渐修改成脱离原意，但仍编得“足够真实”使人相信。有时候轶事并不是笑话，这是因为他们的主要目的不單純是引人发笑，而是揭示比故事本身简短的道理。诺瓦利斯提出了“轶事是历史的元素 — 一段历史的成份或警句”的说法。

## 相關項目
- 物語
- 傳說
- 民俗學
- 冷知識
- 軼事證據